# Мацулевич, Ежи
Епископ Ежи Мацулевич (30 мая 1955, Дашев, Ильинецкий район, Винницкая область, Украинская ССР, СССР) — узбекский религиозный деятель, католический епископ. Апостольский администратор Узбекистана и титулярный епископ Нары (с 2005)

## Биография
В 1989 году вступил в орден францисканцев в Кракове.
25 сентября 1990 года принял первые обеты. Потом учился и в Высшей духовной семинарии во Кракове.
2 октября 1994 года — принял вечные обеты.
С 1994 года — обучался в Риме. С 1995 года — бакалавр, а с 1997 года — лиценциат богословия.
22 июня 1996 года рукоположён во священники в городе Кракове.
В 1997—2000 годах работал в Центре святого Максимилиана Кольбе в г. Харменже (Гмина Освенцим, Освенцимский повят, Малопольское воеводство, Польша), который расположен возле бывшего нацистского концлагеря Освенцим. В течение двухлетнего периода преподавал в Высшей духовной семинарии в Кракове.
В 2000 году — избран викарием и провинциальным секретарём ордена. С 2001 года — генеральный ассистент Ордена меньших братьев конвентуальных для Восточной Европы.
1 апреля 2005 года назначен Апостольским администратором Узбекистана и титулярным епископом Нары. 14 мая 2005 года Государственный секретарь Святого Престола кардинал Анджело Содано совершил в Риме его епископскую хиротонию. Ординация состоялось в римской базилике святых Апостолов, которая находится рядом с главным домом ордена францисканцев. 26 июня 2005 года вступил в должность апостольского администратора. Церемония официального вступления в должность состоялась в ташкентском храме Святейшего Сердца Иисуса.
27 апреля 2022 года был избран вице-председателем Конференции католических епископов Центральной Азии, объединившей 8 стран центрально-азиатского региона